# Askersund
Askersund ist eine Ortschaft (tätort) in der schwedischen Provinz Örebro län und Hauptort der gleichnamigen Gemeinde. Die Siedlung bekam 1643 die Stadtrechte zugesprochen, welche heute jedoch keine rechtliche Bedeutung mehr haben.
Der Ort liegt am Rand des Waldgebietes Tiveden und am See Alsen, der durch eine schmale Rinne mit dem See Vättern verbunden ist. Die größte Einnahmequelle ist der Tourismus, da es hier beliebte Badestrände und Campingplätze gibt.

## Geschichte

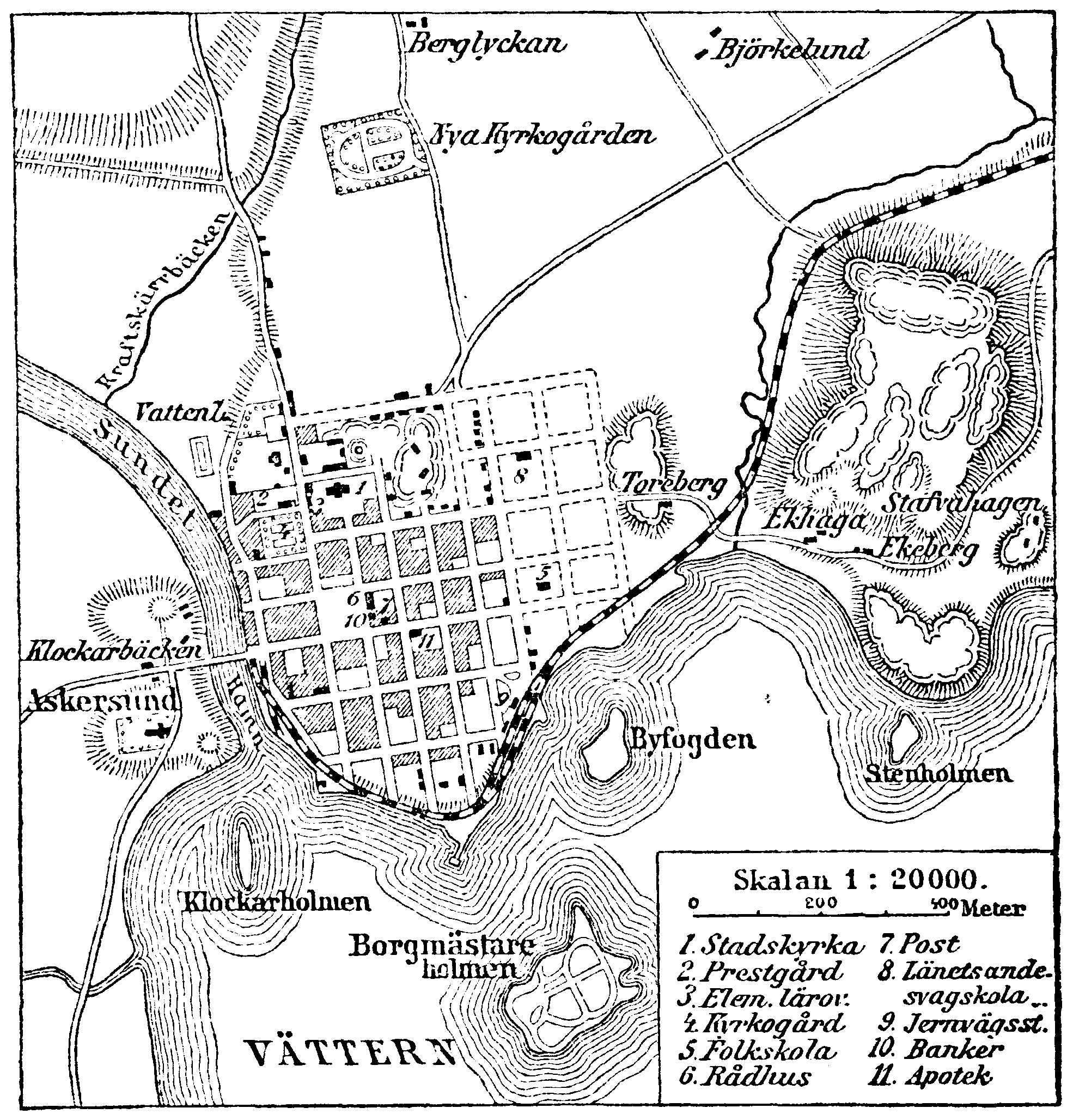
Stadtplan um 1900

Der Ort wurde zum Beginn des 17. Jahrhunderts angelegt. 1884 wurde eine 14 km lange Schmalspurbahn namens Askersund-Skyllberg-Lerbäcks Järnväg nach Lerbäck gebaut, wo Anschluss zur normalspurigen Strecke der Hallsberg–Motala–Mjölby Järnväg, heute Teil von Godsstråket genom Bergslagen, bestand. Zeitweise gab es auch Verbindungen mit Dampfschiffen nach Stockholm, Göteborg und zu verschiedenen Orten am Vättern. Im 19. Jahrhundert gab es in Askersund eine eigene Wochenzeitung, Askersunds veckoblad.

## Persönlichkeiten
- Verner von Heidenstam (1859–1940), Dichter
- Ove König (1950–2020), Eisschnellläufer
- Mikael Mogren (* 1969), Theologe und Bischof